# Cromatografia liquida-spettrometria di massa

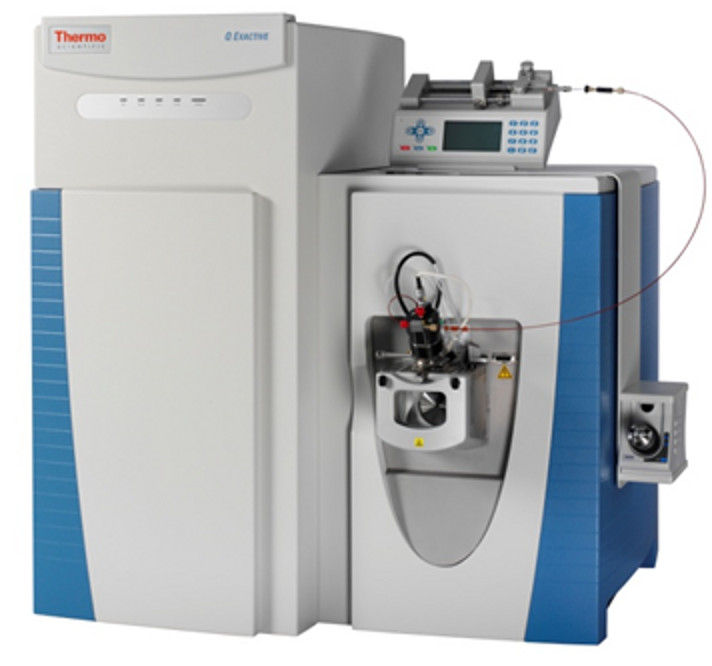
Esempio di LC/MS a sistema ibrido quadrupolare orbitrap

La cromatografia liquida-spettrometria di massa, indicata con la sigla LC-MS o LC/MS (dall'inglese liquid chromatography-mass spectrometry) è la tecnica analitica basata sull'utilizzo della cromatografia liquida insieme alla spettrometria di massa. Il cromatografo separa i composti presenti nel campione mentre lo spettrometro di massa funziona da rivelatore.

## HPLC-MS
Oggi allo spettrometro di massa si accoppia un cromatografo per HPLC tanto che il termine LC-MS è diventato comunemente un sinonimo di HPLC-MS. 
La LC-MS o meglio l'HPLC-MS è una delle tecniche più usate in chimica analitica.

## TLC-MS
L'accoppiamento con la TLC può avvenire per DE-MS della lastra TLC o con nuove tecniche come la SPESI.